# XXXO
Singles de M.I.A.,
Bang
(2010) It Takes a Muscle
(2010)
Singles par Jay-Z
Stranded (Haiti Mon Amour)
(2010) Hot Tottie
(2010)
XXXO est une chanson de l'artiste anglaise d'origine tamoule srilankaise M.I.A., écrite par ladite interprète vocale "Maya" Arulpragasam elle-même, avec l'Américain Charles "Blaqstarr" Smith et le musicien de hip-hop Cherry Byron-Withers, et produite par ledit Blaqstarr (en) et le musicien anglais Rusko ; d'abord dévoilée en première mondiale à la radio le 10 mai 2010 puis en téléchargement numérique à partir du lendemain 11 mai 2010 sous licence conjointe des labels XL Recordings et Interscope Records en tant que premier simple issu du troisième album de studio de son interprète et portant son nom. 
Ce format physique suit le 28 juin 2010 au Royaume-Uni, deux EP de remixes d'XXXO sont édités en single(s) et featuring avec l'Américain Jay-Z et l'Anglais SBTRKT parmi d'autres remixes officiels. La sortie de la chanson est précédée par celle numérique de Born Free aussi extraite de l'album Maya.
Chanson au tempo électro-pop-dance, XXXO présente une mélodie influencée par la musique tamoule folk avec des éléments de techno, electronica et de musique tribale. L'instrumentation de la chanson se compose de percussions en fanfare et de voix de fond, tout en s'inspirant de la musique pop. 
Le sujet des paroles d'XXXO semble se référer à la création d'un seX symbol, d'une romance à l'ère du numérique, en faisant sans doute référence aux émoticônes voire pictogrammes inspirés des XOXO et autres XO clôturant affectueusement maints SMS et courriels, ici démultipliés façon XXL (le clip d'une des reprises avec Jay-Z semble manifeste, à cet égard, faisant apparaître les mots anglais hugs et kisses -câlins et baisers en français- en son début) ou même sexto avec un possible clin d'œil au triple X pornographique de l'époque.
Les critiques musicales vantent la direction de l'enregistrement, ses paroles ludiques éventuellement polysémiques, ses sons futuristes. 
Un vidéoclip illustrant la chanson est réalisé durant le mois de juillet 2010 par M.I.A.-même qui avait d'abord proposé à l'Américain Hype Williams de le faire.
La vidéo utilise des GIFs et des animations créées à partir de la pochette de l'album, ainsi que M.I.A. chantant sensuellement face caméra avec des scènes filmées par flip-cam, entourée d'étoiles, de décorations florales du type de celles de cartes de vœux, de mots anglais écrits en arabe abjadiya ou d'A, de B et C. Elle comporte aussi des images de léopards disposées à côté de références aux plates-formes de réseaux sociaux tels que "MySpace" ou "YouTube", avec la chanteuse interprétant les lignes du refrain « You want me be somebody who I'm really not » (« Tu veux que je sois quelqu'un que je ne suis vraiment pas »). 
La « Burka XXXO » qu'elle porte aux "Scream Awards" de 2010, auxquelles le clip est nommé, est désignée par "Time" comme la meilleure « déclaration à la mode » de l'année. Il est aussi nommé pour le prix de la Meilleure vidéo aux "UK Asian Music Awards" de 2011.

## Listes despistes
| - Téléchargement digital 1. XXXO (album version) – 2:58 - 12" single au Royaume-Uni 1. XXXO (album version) – 2:58 2. XXXO (Riton ReRub) – 3:48 3. XXXO (SBTRKT remix) – 3:33 4. XXXO (Blaqstarr dirty mix) – 3:03 - 7" single aux États-Unis - Red transparent 1. XXXO (album version) – 2:58 2. XXXO (Blaqstarr dirty mix) – 3:03 | - CD single aux États-Unis 1. XXXO (Fulton Yard / WaltBoogie remix) featuring Jay-Z – 3:04 2. XXXO (Fulton Yard / Rieces Pieces remix) featuring Jay-Z – 2:56 3. XXXO (main mix) featuring Jay-Z – 2:53 4. XXXO (SBTRKT remix) – 3:33 5. XXXO (Various remix) – 3:01 6. XXXO (Riton ReRub) – 3:48 - EP - The Remixes 1. XXXO (main mix) featuring Jay-Z – 2:53 2. XXXO (Fulton Yard / WaltBoogie remix) featuring Jay-Z – 3:04 3. XXXO (Fulton Yard / Rieces Pieces remix) featuring Jay-Z – 2:56 - EP Part 2 - The Remixes 1. XXXO (SBTRKT remix) – 3:33 2. XXXO (Various remix) – 3:01 3. XXXO (Riton ReRub) – 3:48 |  |

## Classement hebdomadaire
| Classement (2010)                  | Meilleure position |
| ---------------------------------- | ------------------ |
| Australie (ARIA)                   | 74                 |
| Belgique (Flandre Ultratip 100)    | 7                  |
| Danemark (Airplay Tracklisten)     | 3                  |
| Écosse (OCC)                       | 25                 |
| Espagne (PROMUSICAE)               | 39                 |
| Japon (Adult Contemporary Airplay) | 29                 |
| Japon (Hot 100)                    | 60                 |
| Royaume-Uni (UK Singles Chart)     | 26                 |
| Royaume-Uni (UK Indie Chart)       | 2                  |
| Royaume-Uni (UK R&B Chart)         | 12                 |